# Pedershaab A/S
Pedershaab A/S blev grundlagt af Peder Nielsen i 1877 som Pedershåb Maskinfabrik i Brønderslev.
Omkring 1930 fik Pedershaab lov til at fremstille rangertraktorer på licens fra den tyske virksomhed Breuer-Werke AG.
I 1972 overtog FLS Industries aktiemajoriteten og i 1981 solgte Peder Nielsens efterkommere de resterende aktier i det tidligere familiefirma til FLS Industries. I flere år opererede fabrikken under navnet Pedershaab Maskinfabrik A/S, men i 1990 skiftede virksomheden navn til Pedershaab A/S. i 2003 blev den overtaget af den amerikanske Fred B. Scultz. 
I 2008 fusionerede virksomheden til HawkeyePedershaab. 